# G.A.H. Buisman & Zoon
G.A.H. Buisman & Zoon was een rozenkwekerij in de gemeente Heerde.

## Geschiedenis
In 1912 begon Geert Adolph Hendrik Buisman (1853-1923) uit liefhebberij met de teelt van rozen op landgoed Groot Oever bij de Geldersche IJssel in Wapenveld. Geleidelijk groeide de hobbyteelt uit tot een professionele rozenkwekerij. Na het afronden van zijn opleiding ging ook zijn oudste zoon Roelof Buisman (1892-1968) in het bedrijf van zijn vader werken, dat toen de naam G.A.H. Buisman & Zoon kreeg. Roelof Buisman had een tuinbouwopleiding in Boskoop gevolgd en vervolgens bij rozenkwekers in Echternach (Luxemburg) en in Trier gewerkt, waar hij het veredelen van rozen leerde.
In 1920 verhuisde de kwekerij naar het gebied De Horsthoek in de gemeente Heerde, omdat de grond daar geschikter was voor het kweken van rozen. In 1927 begon Roelof Buisman voor het eerst zelf met het kruisen van rozen. In totaal creëerde Roelof Buisman ongeveer 59 verschillende rozenhybriden. De productie van de kwekerij steeg tot meer dan een miljoen rozen per jaar. De rozenkwekerij besloeg een gebied van ongeveer 10 hectare. Roelof Buisman was voorzitter van de vereniging 'De Roos', de opvolger van de vereniging 'Nos Jungent Rosae' (Ons verenigt rozen). In 1964 introduceerde de Duitse rozenkwekerij W. Kordes' Söhne de roos 'Roelof Buisman', opgedragen aan hun collega-veredelaar Roelof Buisman.
Na het overlijden van Roelof Buisman in 1968 had het bedrijf verschillende bedrijfsleiders, het meest recent Roelofs jongste zoon Geert Buisman (geboren in 1935) die het bedrijf in 1986 om gezondheidsredenen verliet. Achtereenvolgens had de inmiddels afgeslankte rozenkwekerij nog twee bedrijfsdirecteuren, waaronder Geerts neef Roelof Buisman jr., een kleinzoon van Roelof Buisman. Van Roelof Buisman jr. zijn vier nieuwe rozenvariëteiten bekend, namelijk 'Emmeloord' (1973), 'Mies Bouwman' (1973), 'White Love' (1973) en 'Belle van Zuylen' (1990). Uiteindelijk werd het resterende bedrijf in 1993 verkocht aan de familie Van Dommelen. Na enige tijd werd het bedrijf omgedoopt tot 'De Rozenkwekerij' en verhuisde het naar Deil. In 2022 werd het bedrijf in Nederland gesloten en verplaatst naar het buitenland.
In de tuin van het Geelvinck Hinlopen Huis in Amsterdam bevindt zich een grote verzameling Buismanrozen. De catalogi van G.A.H. Buisman & Zoon kunnen worden ingezien in de bibliotheek van Wageningen University & Research.

## Rozen van  Roelof Buisman (selectie)

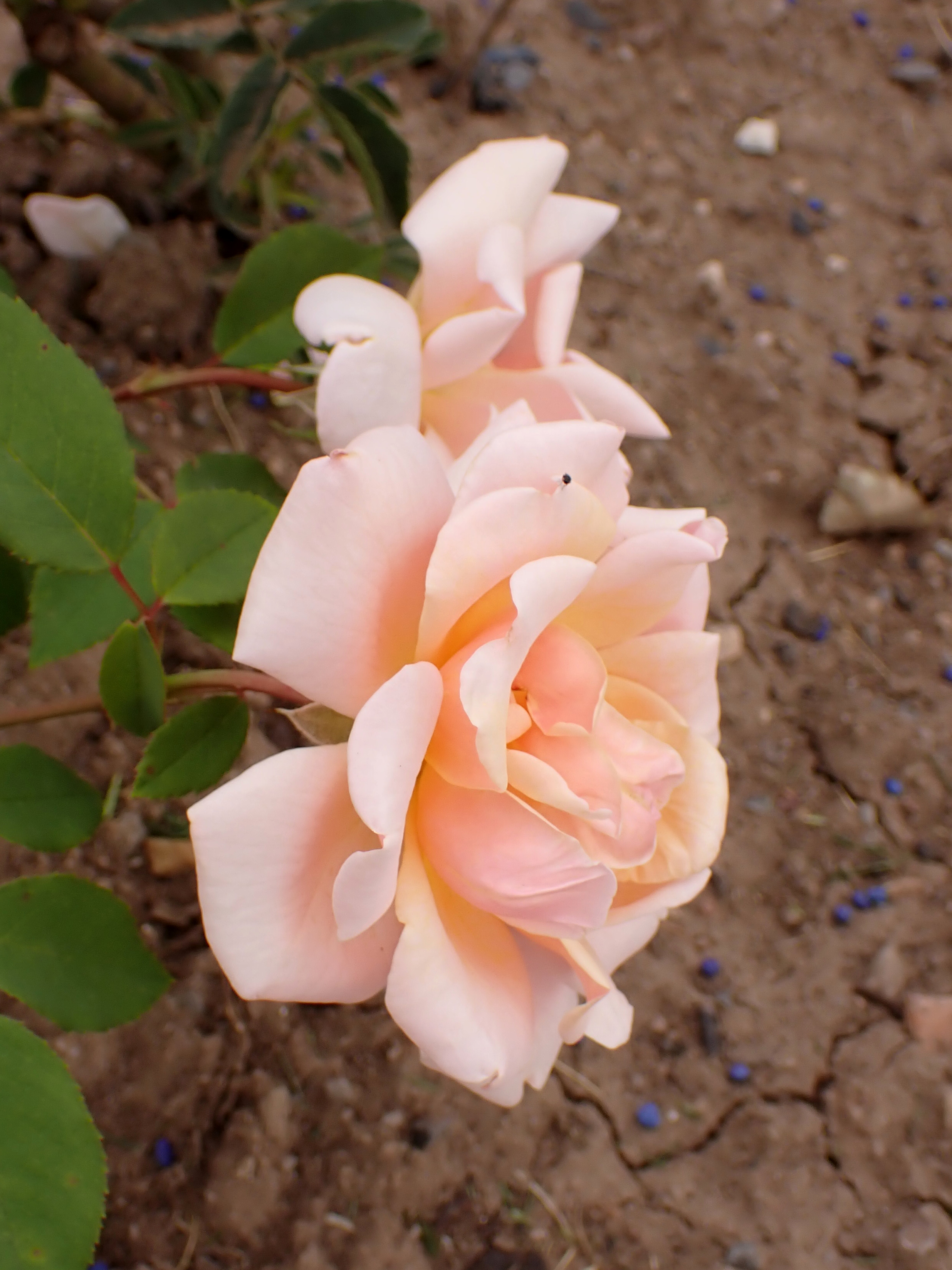
'Mevrouw Henri Daendels' (1931)
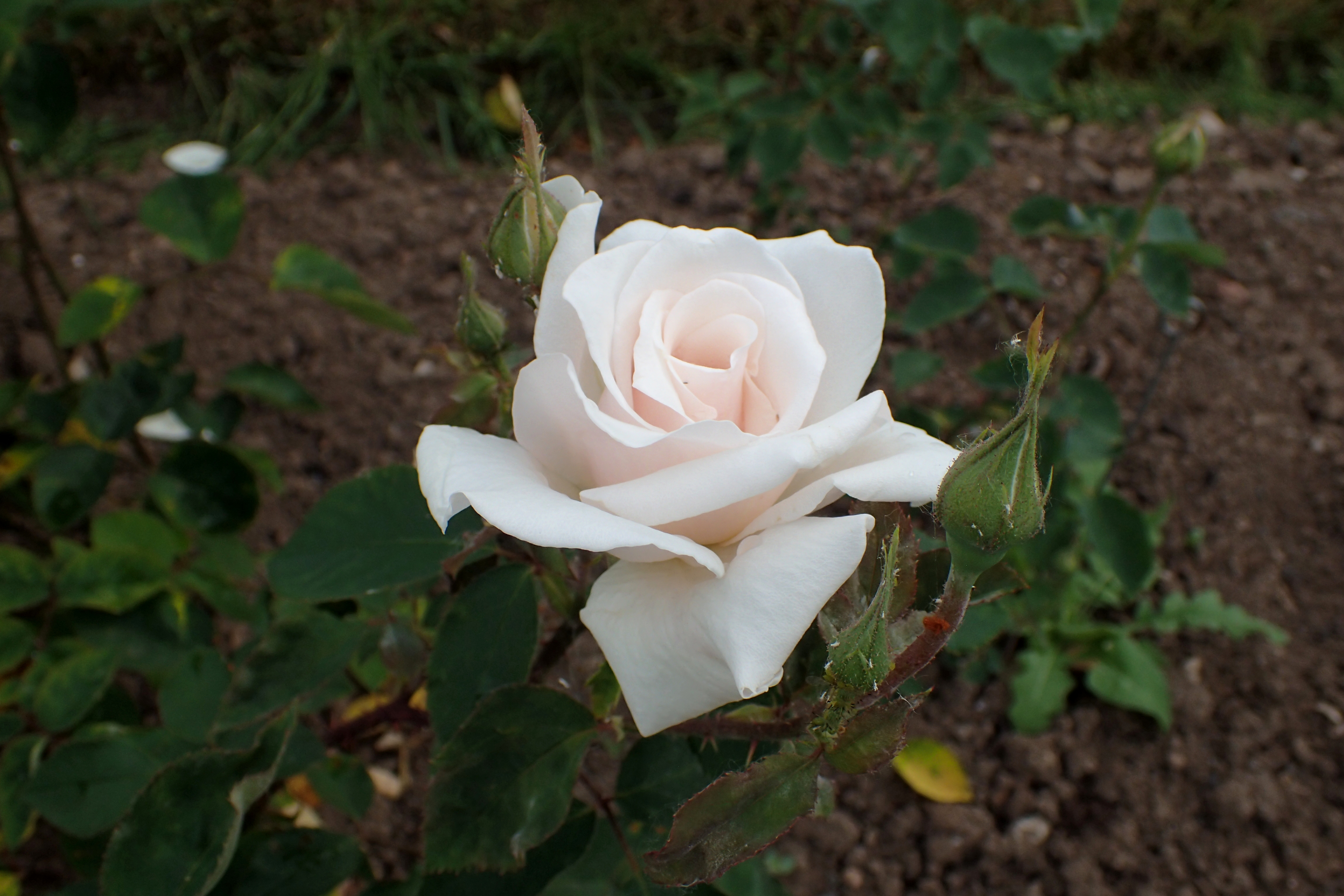
'A.N.W.B. Rose' (1933)
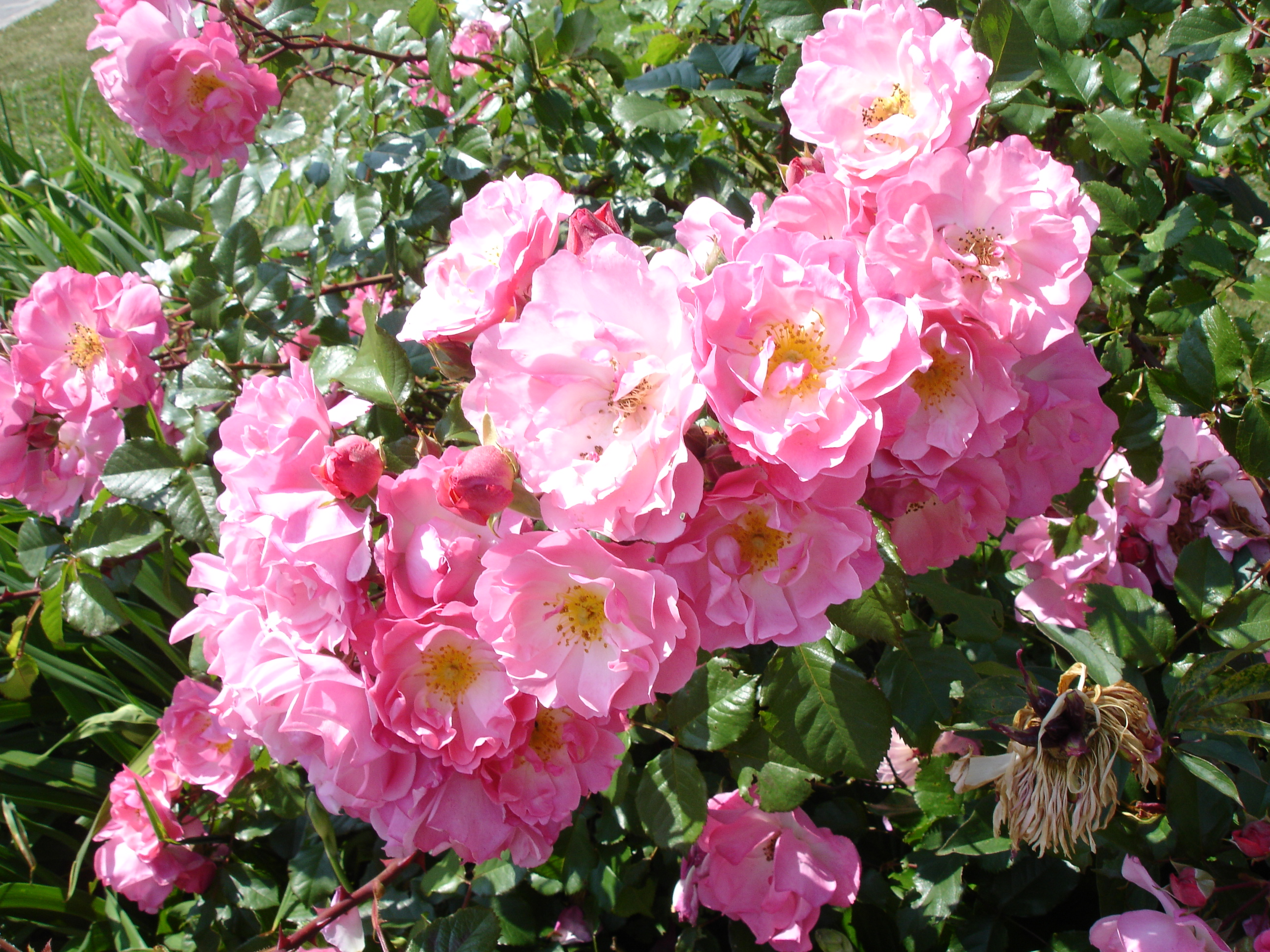
'Kathleen Ferrier' (1952)
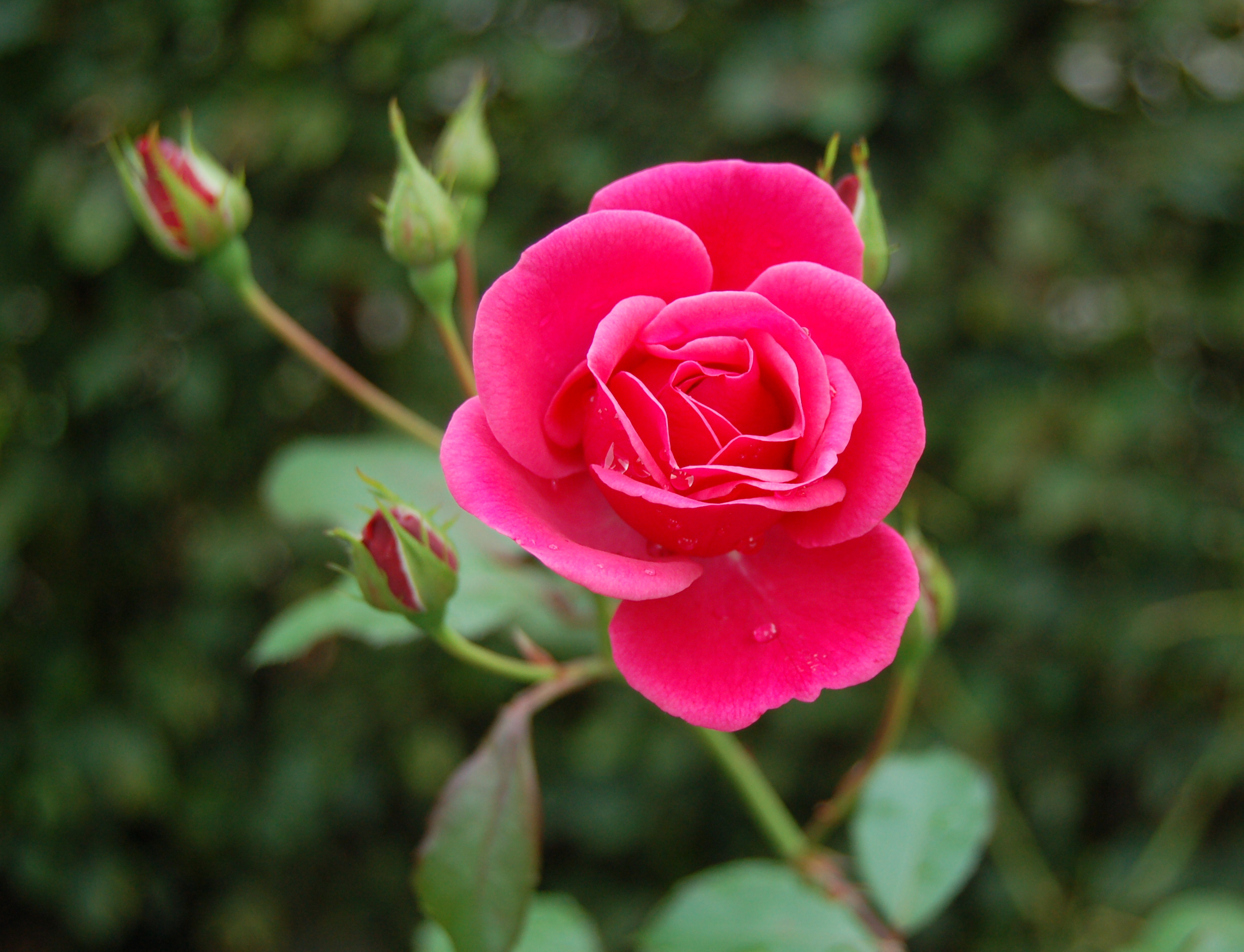
'Buisman's Triumpf' (1953)
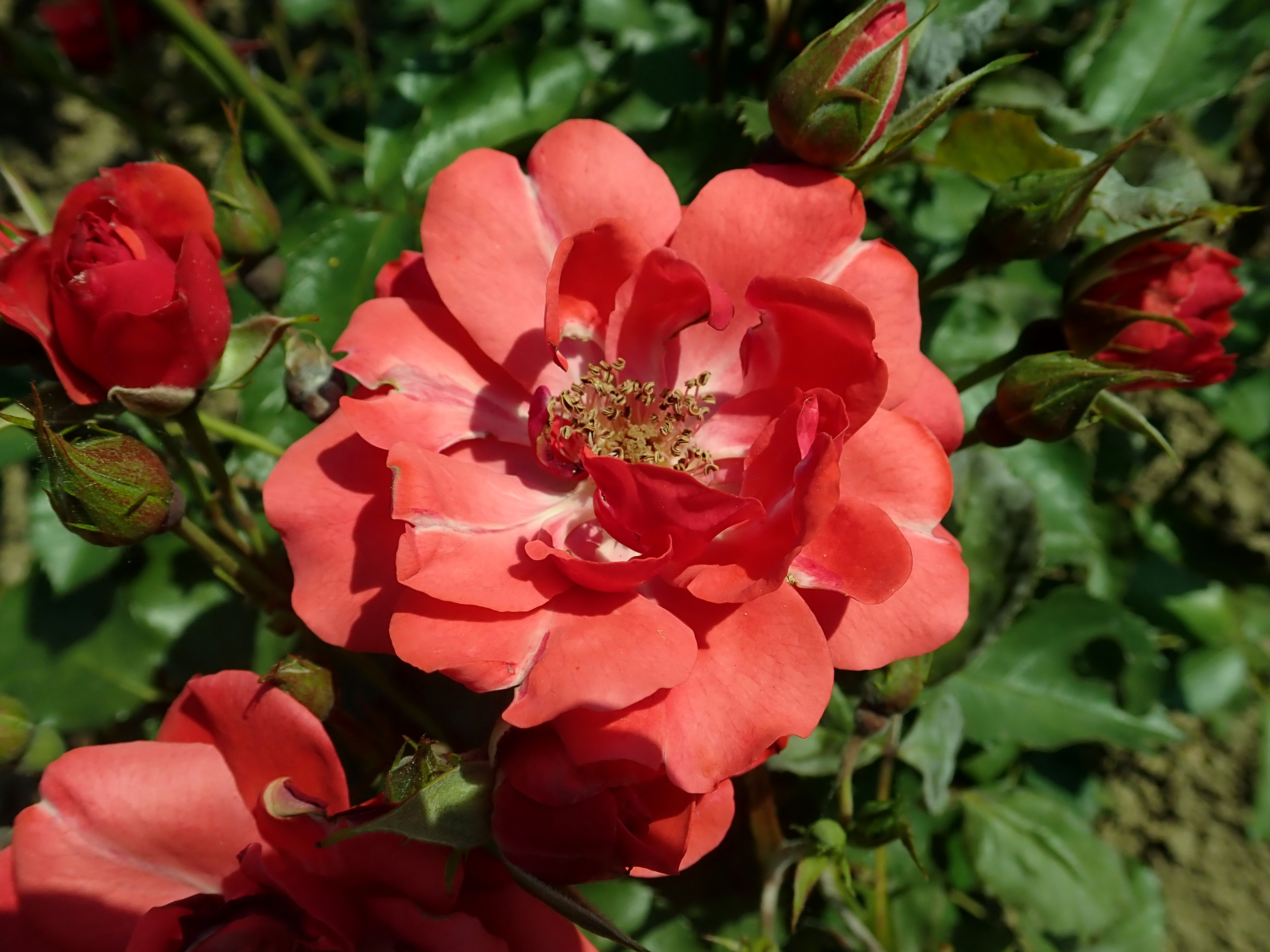
'Rosorum' (1959)
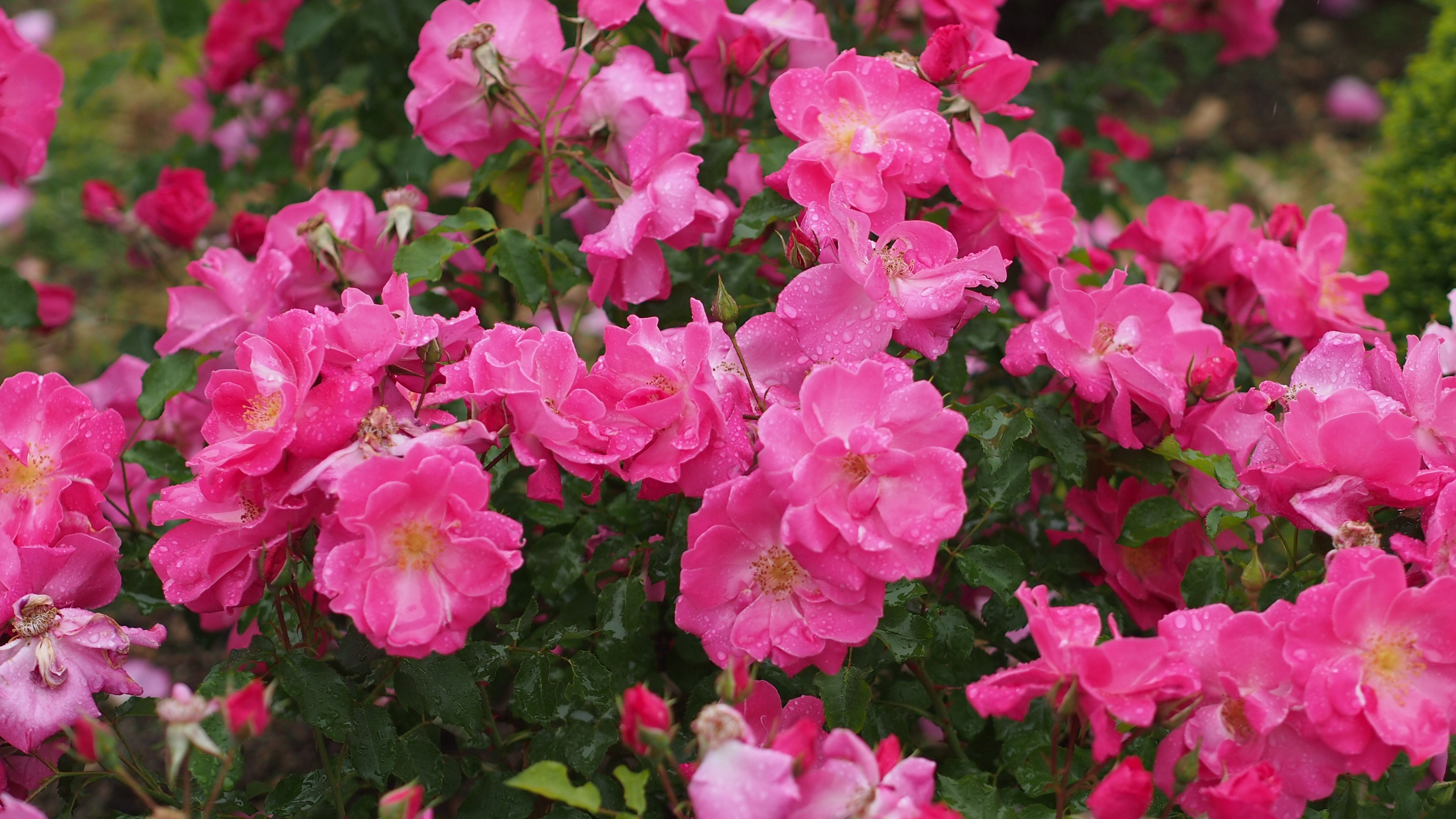
'Saskia' (voor 1960)
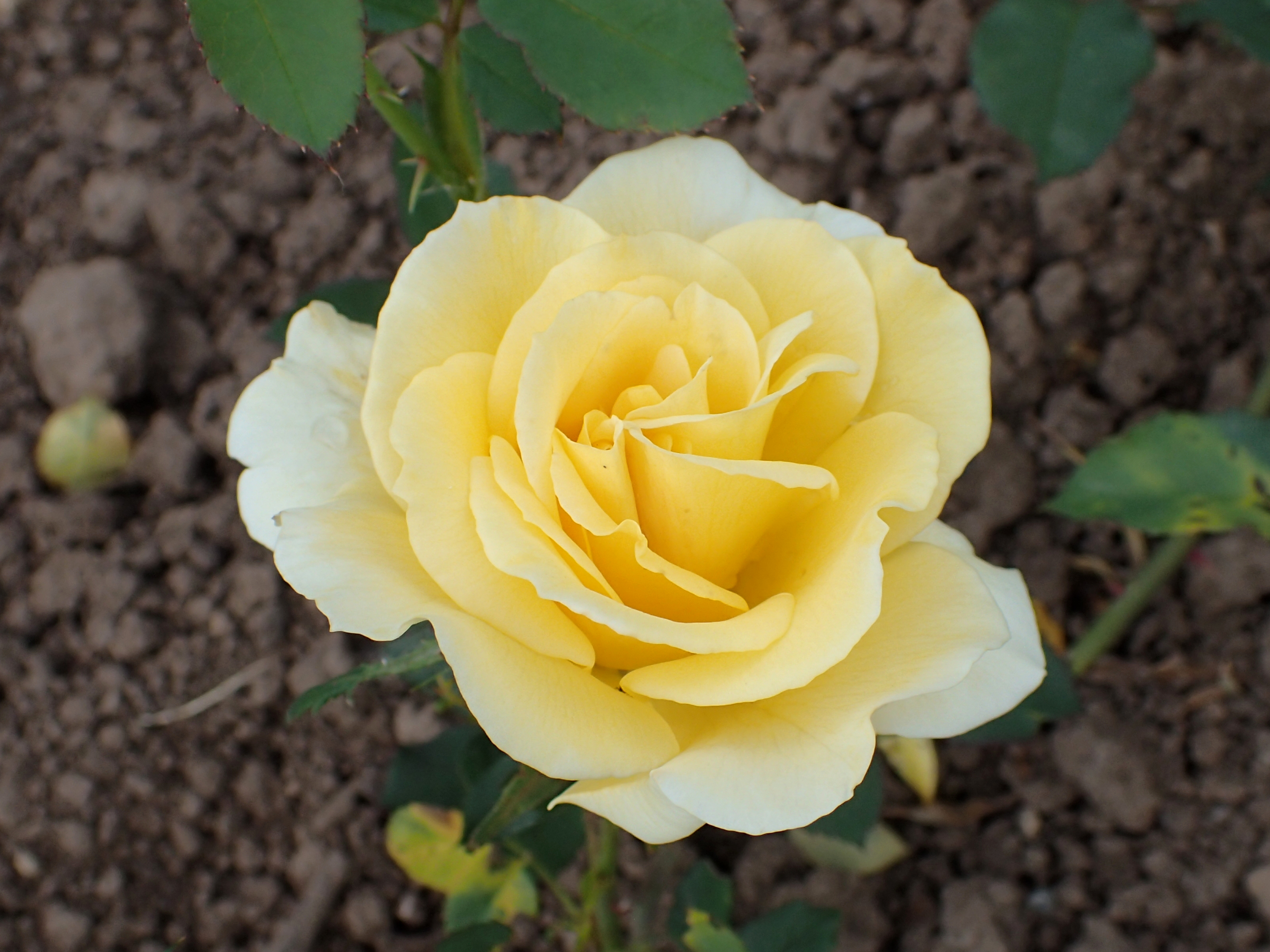
'Norris Pratt' (1964)
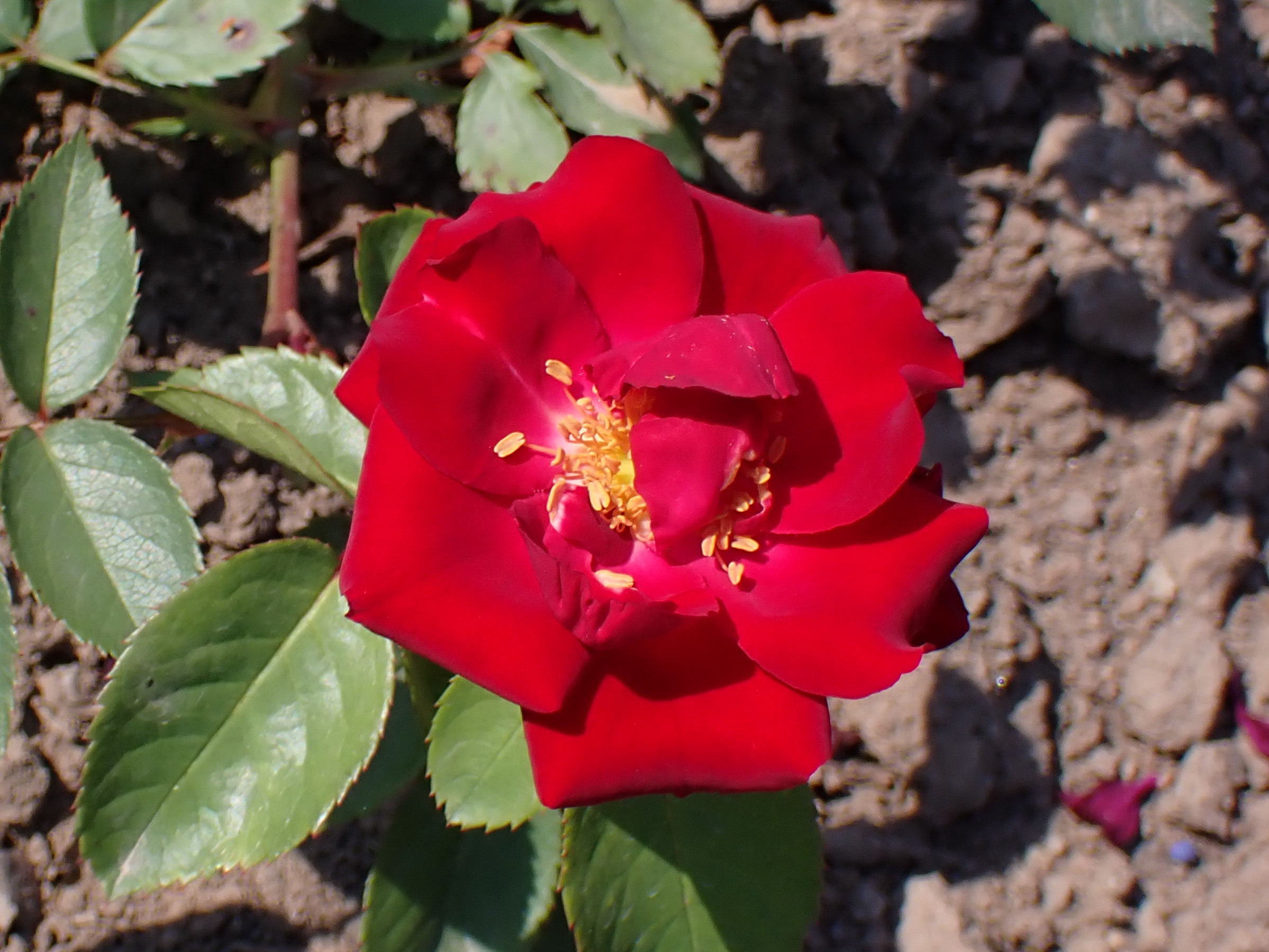
'John Dijkstra' (1965)
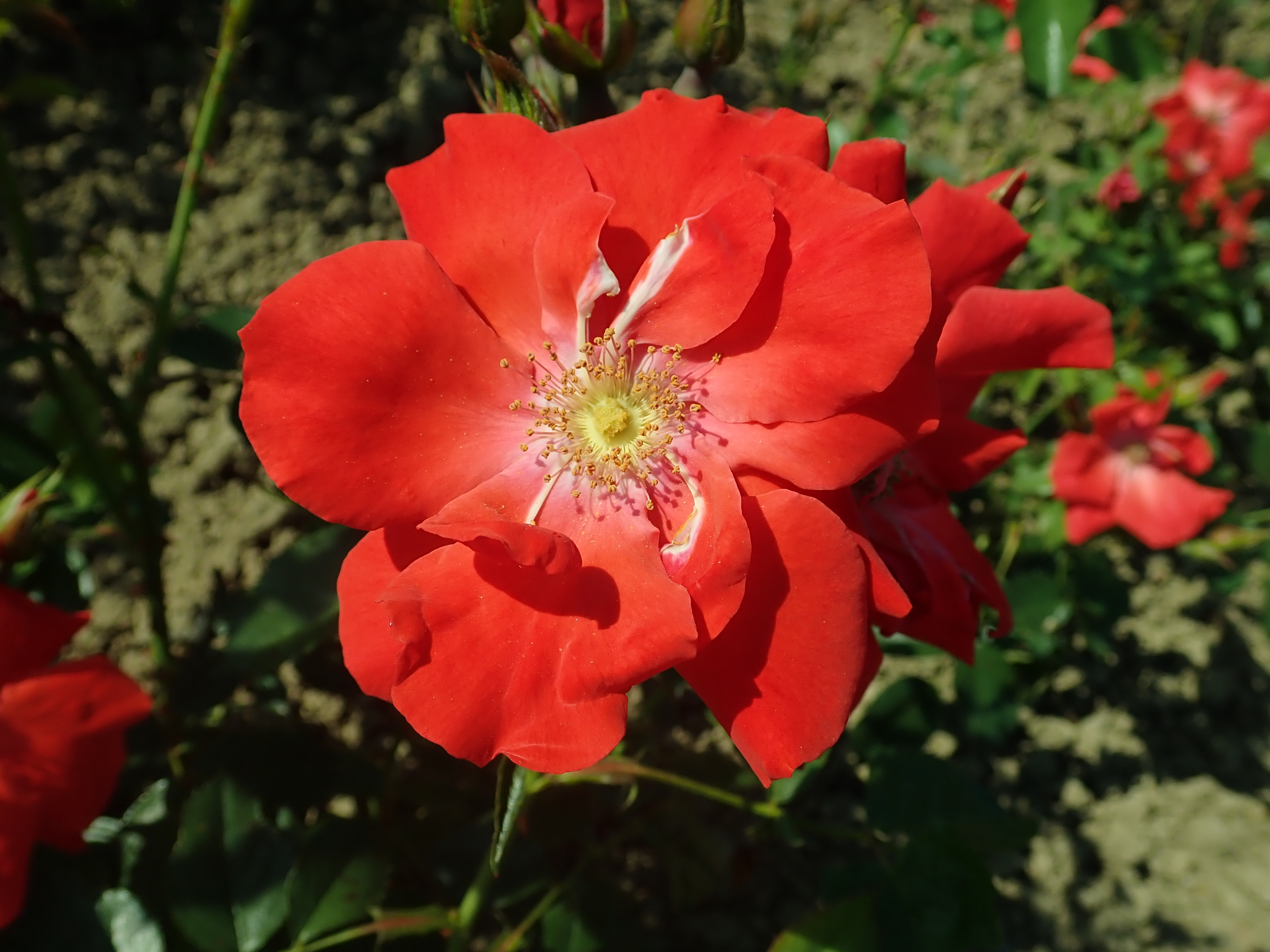
'Evert Regterschot' (1965)
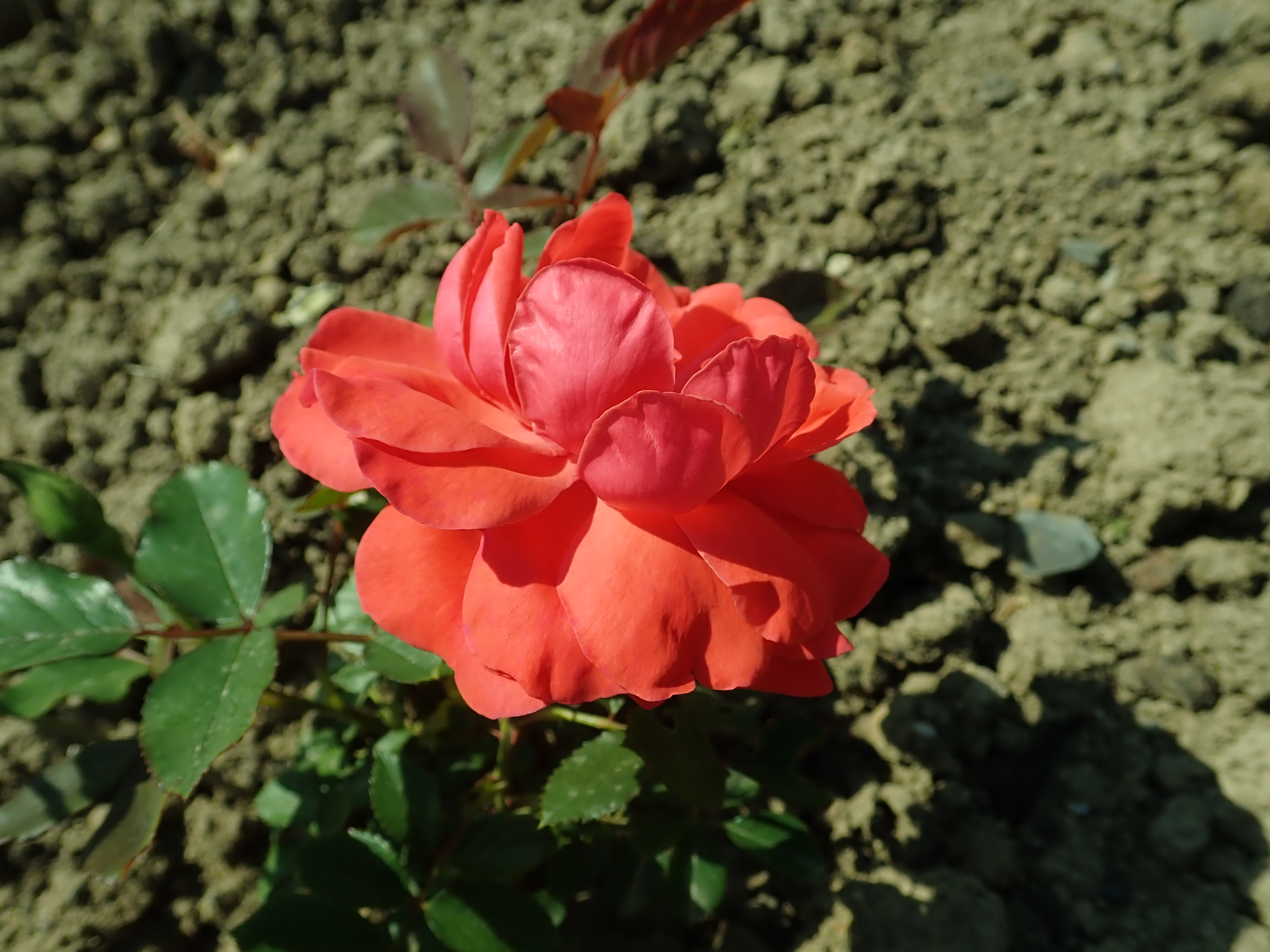
'Agatha Christie' (1966)
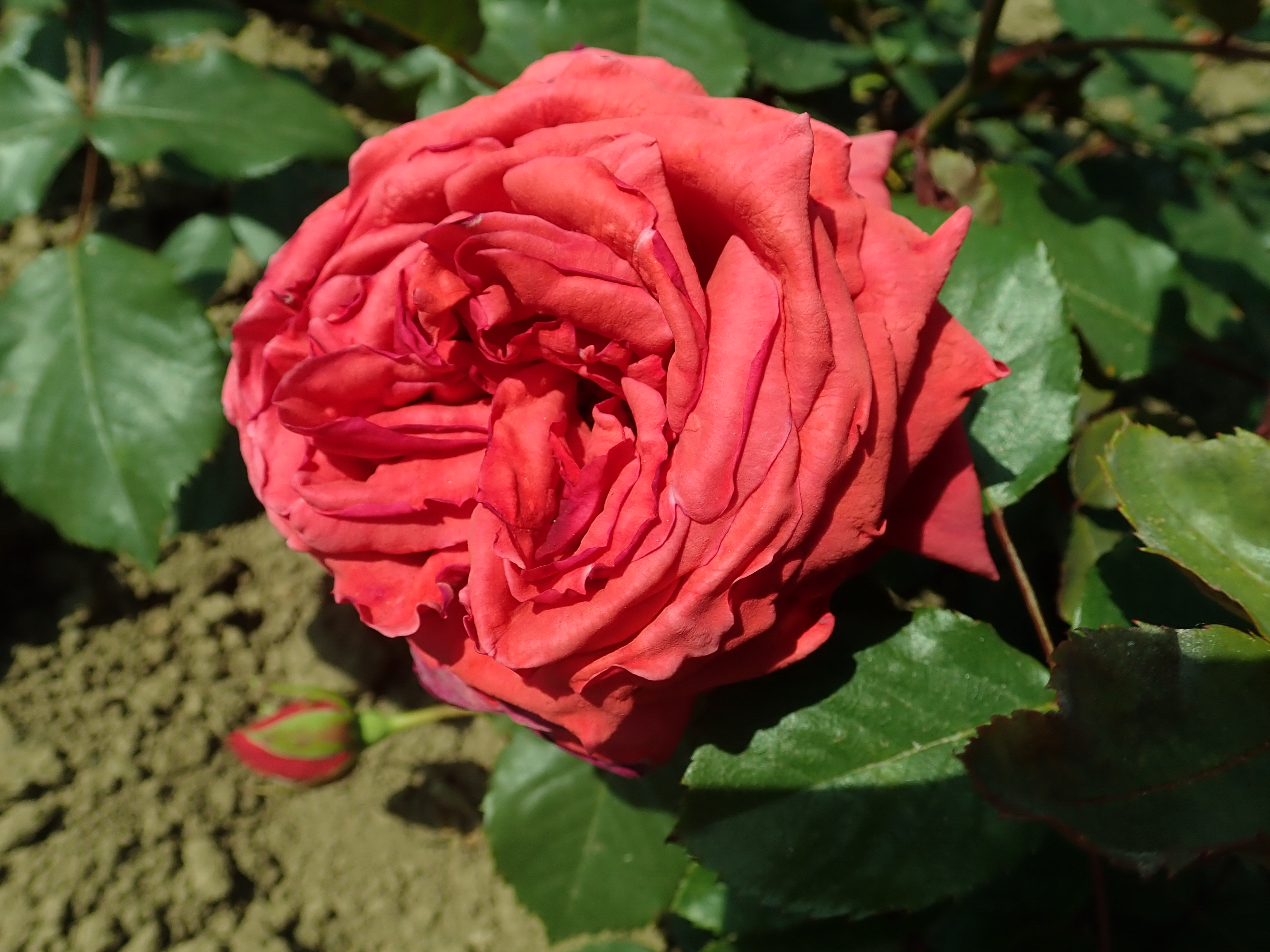
'Beatrice Boeke' (1966)
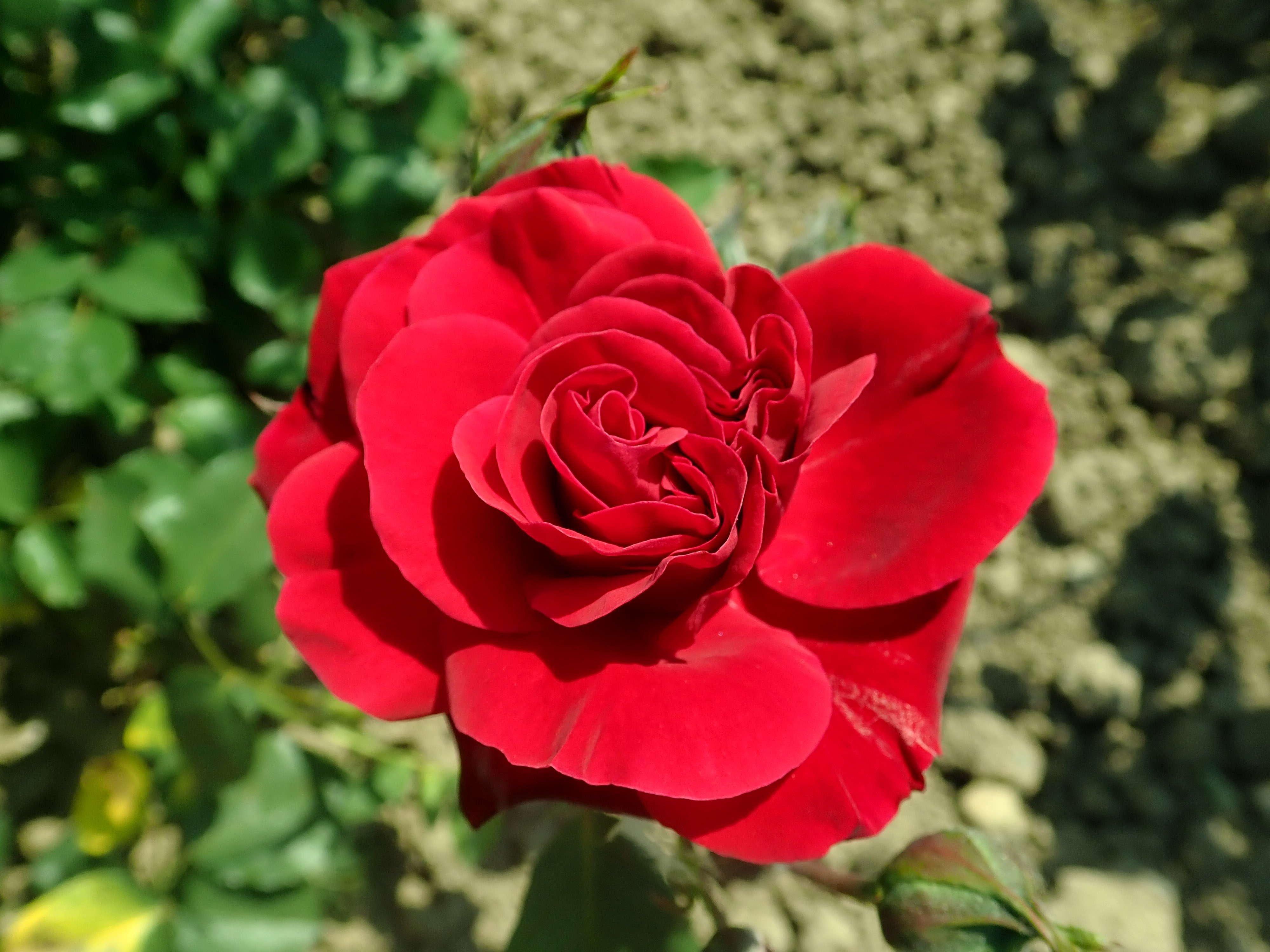
'Mary Robertson' (1969)
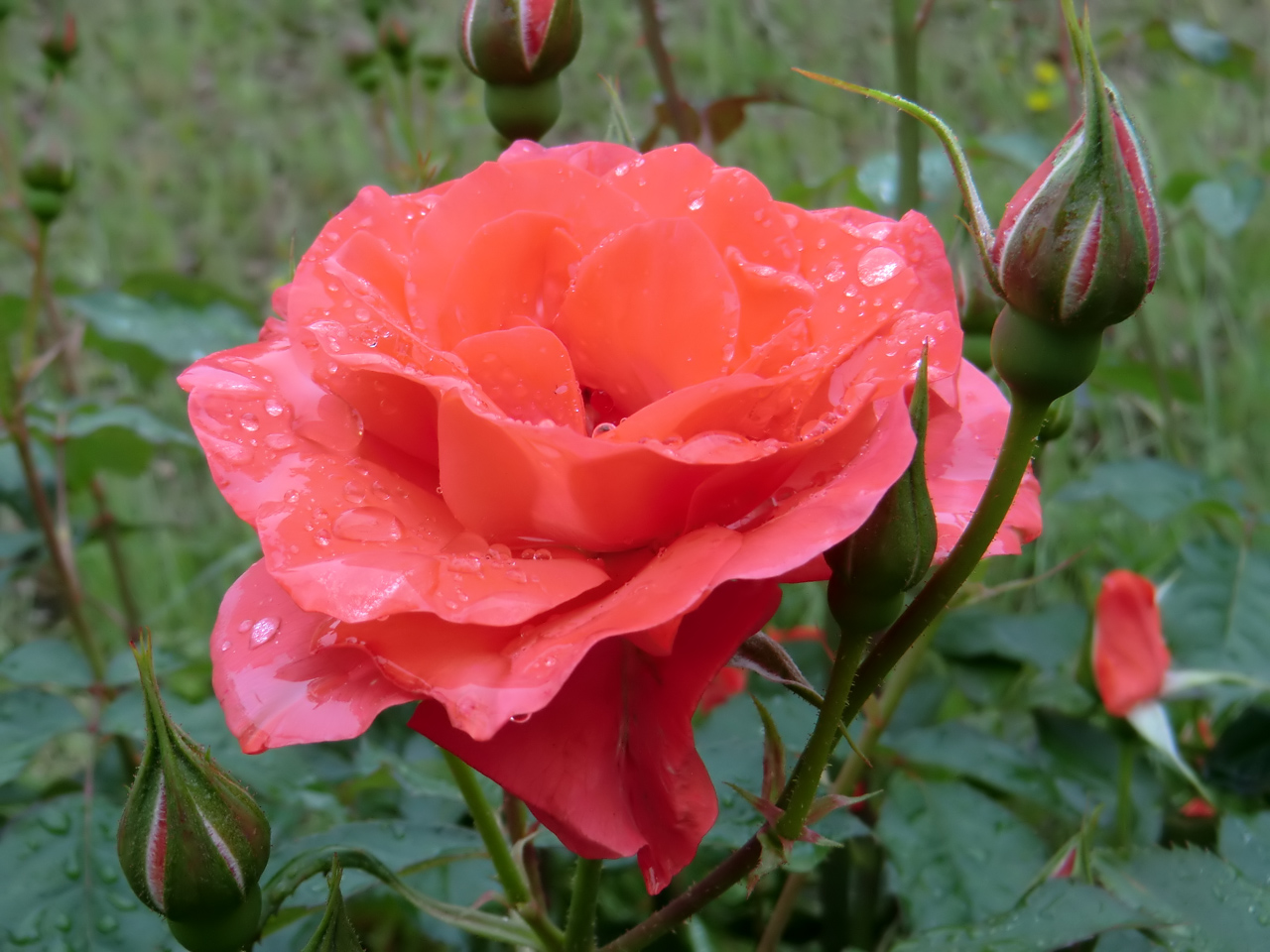
'Vincent van Gogh' (1969)

## Rozen van Roelof Buisman jr. (selectie)

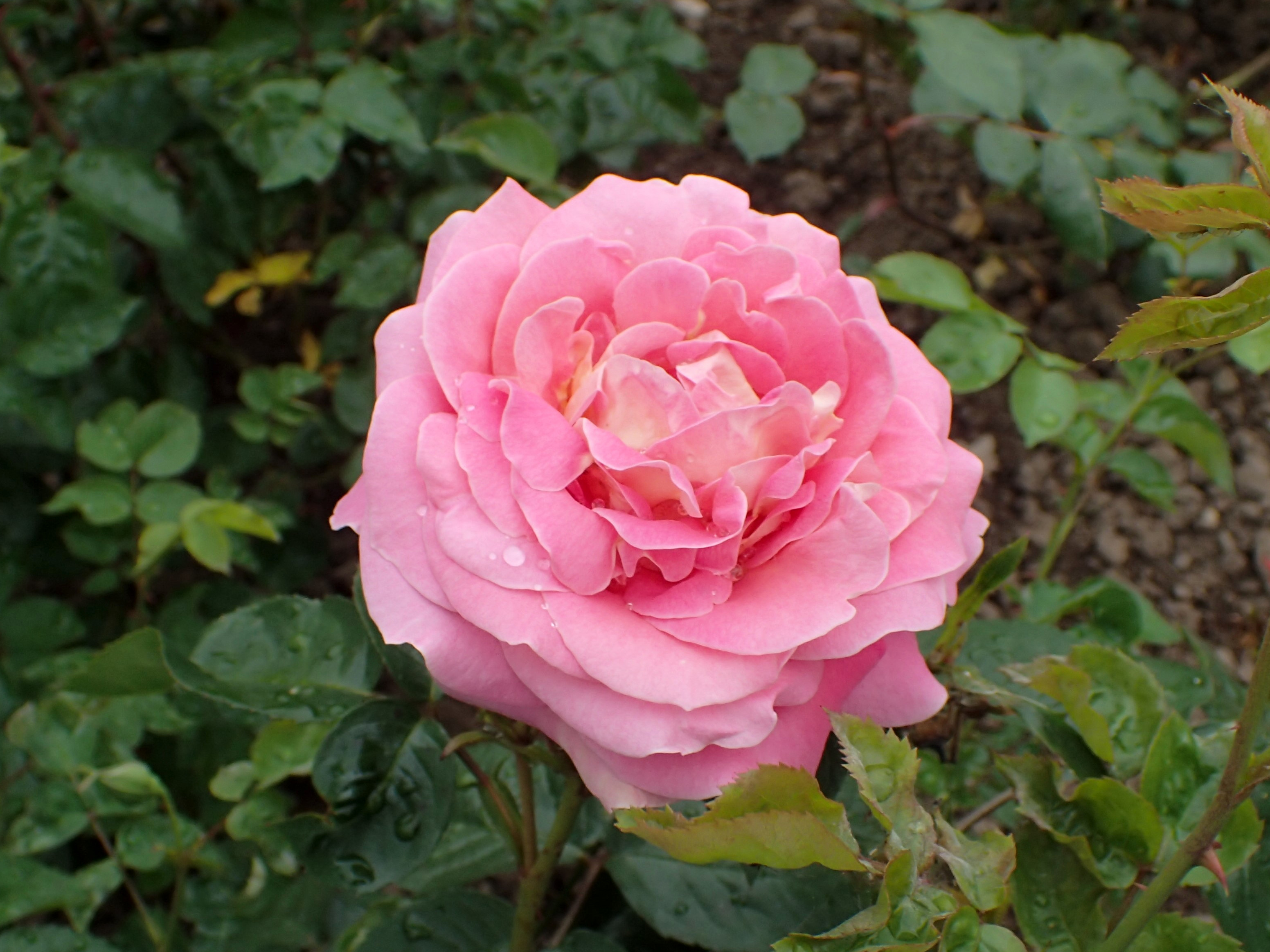
'Mies Bouwman' (1973)